# Lavender Blue
Lavender Blue (Alternativtitel Lavender Blue (Diddle Diddle) und Lavender’s Blue) ist ein Song von Eliot Daniel (Musik) und Larry Morey (Text), der auf einem englischen Folksong basiert und 1949 als Disney-Filmsong veröffentlicht wurde.

## Der Folksong
Die früheste Fassung des Lieds erschien in einem Liedblatt, das in England zwischen 1672 und 1685 gedruckt wurde, unter dem Titel Diddle Diddle, or The Kind Country Lovers. In dem Lied teilt der Sänger seiner Geliebten mit, sie müsse ihn lieben, weil er sie so sehr liebe. Die ersten Zeilen des Lieds lauten:
Lavender's green, diddle, diddle,

—Lavender’s blue

You must love me, diddle, diddle,

—cause I love you,

I heard one say, diddle, diddle,

—since I came hither,

That you and I, diddle, diddle,

—must lie together.
Daraus hervorging das Kinderlied aus der Liedsammlung Songs for the Nursery (1805):
Lavender blue and Rosemary green,

When I am king you shall be queen;

Call up my maids at four o’clock,

Some to the wheel and some to the rock;

Some to make hay and some to shear corn,

And you and I will keep the bed warm.
Ähnliche Versionen erschienen in Sammlungen von Reimen während des 19. Jahrhunderts.

### Melodie
Quelle

## Filmbearbeitung und Coverversionen

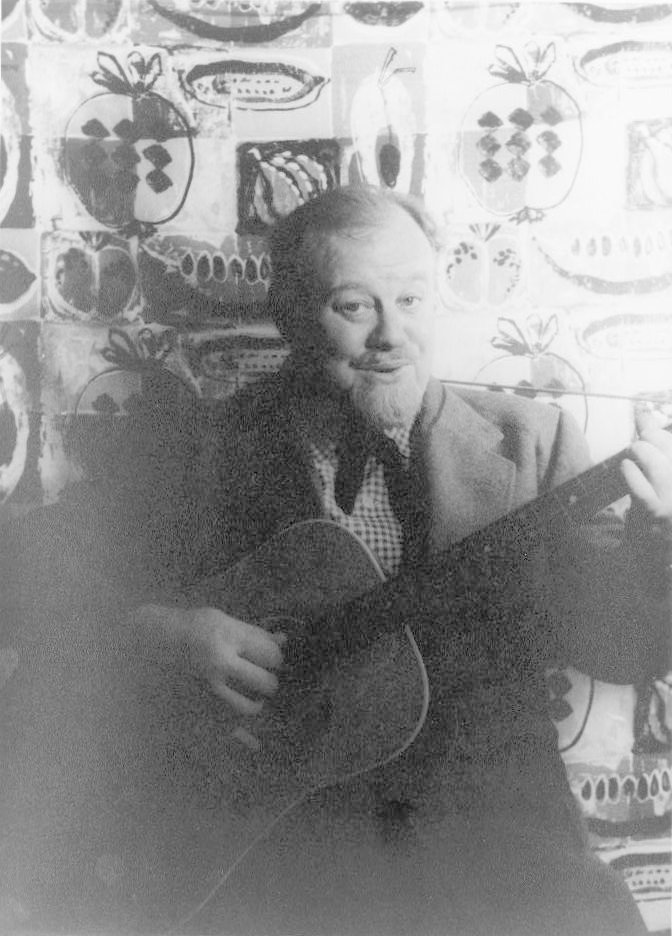
Burl Ives im Jahr 1955, fotografiert von Carl Van Vechten.

Daniel und Morey bearbeiteten Lavender Blue für die Walt Disney Produktion Ein Champion zum Verlieben (Originaltitel So Dear to My Heart. 1949, Regie: Harold D. Schuster und Hamilton Luske). In den Hauptrollen spielten die Kinderdarsteller Bobby Driscoll und Luana Patten sowie in der Rolle des Uncle Hiram Douglas der Folksänger Burl Ives, der auch Lavender Blue in dem Film vorstellt. Das Lied erhielt 1950 eine Oscar-Nominierung in der Kategorie Bester Song.
Capt. Stubby & The Buccaneers veröffentlichten den Song Lavender Blue (Dilly Dilly) bei Brunswick (04066), gekoppelt mit Billy Boy sowie auf (Disneyland 130), gekoppelt mit dem Mary-Poppins-Song Chim Chim Cheree. Bereits 1944 entstanden zahlreiche Coverversionen des Lieds im Bereich der populären Musik, u. a. in England von Donald Peers (His Master’s Voice B.9772), Joe Loss and His Orchestra (Gesang: Elizabeth Baley; HMV B.D.6043) und in den Vereinigten Staaten von Sammy Kaye (Victor 203100), Margaret Whiting, Vera Lynn (London 310) und Dinah Shore (Columbia 38299), die 1949/50 mit Lavender Blue einen Nummer-eins-Hit in Australien hatte. 1959 entstand eine von Jerry Leiber und Mike Stoller produzierte Soul-Fassung von Sammy Turner (Bigtop 45-3016). Bereits 1949 interpretierten auch mehrere Jazzmusiker den Song, darunter Lester Young und Shep Fields and His Rippling Rhythm Orchestra. Der Song wurde in späteren Jahren auch von Bobby Vee (1961), Eddie Barefield (1962), Bobby Vinton (1964), Leon Russell (Wedding Album. 1976) aufgenommen und von der britischen Rockband Marillion (Misplaced Childhood. 1985) adaptiert. Im Mai 2016 wurde eine Aufnahme von Victoria-Luise Mey auf der CD mit dem Titel „Mr. Lee“ ihres Vaters Reinhard Mey veröffentlicht.